# Agustín Díaz de Mera García-Consuegra
Agustín Díaz de Mera García-Consuegra (ur. 27 września 1947 w Daimiel w prowincji Ciudad Real) – hiszpański polityk, poseł i senator, dyrektor generalny policji, deputowany do Parlamentu Europejskiego VI, VII i VIII kadencji.

## Życiorys
Z wykształcenia historyk, specjalista w zakresie historii najnowszej. Uzyskał też dyplom studiów europejskich. Został dyrektorem kolegium „San Juan Evangelista” w Madrycie.
Zaangażował się w działalność Partii Ludowej, wszedł w skład krajowej rady wykonawczej PP, objął funkcję przewodniczącego tej partii w Ávili. Sprawował urząd wiceburmistrza tego miasta, a w latach 1999–2002 był burmistrzem Ávili. Od 1989 do 1993 i ponownie w latach 1996–2004 zasiadał w hiszpańskim Senacie (pełnił m.in. funkcję przewodniczącego Komisji Obrony). Pomiędzy tymi okresami sprawował mandat posła do Kongresu Deputowanych. Reprezentował krajowy parlament w Zgromadzeniu Parlamentarnym Rady Europy. Od 2002 do 2004 zajmował stanowisko dyrektora generalnego hiszpańskiej policji (Cuerpo Nacional de Policía).
W tym 2004 został wybrany do Parlamentu Europejskiego. W VI kadencji PE zasiadał w grupie EPP-ED oraz Komisji Wolności Obywatelskich, Sprawiedliwości i Spraw Wewnętrznych. W wyborach europejskich w 2009 i 2014 odnawiał mandat europosła kolejne kadencje.
Odznaczony Krzyżem Komandorskim z Gwiazdą Orderu Świętego Grzegorza Wielkiego.